# نگلیش
نگلیش (به لاتین: Nielisz) یک روستا در لهستان است که در گمینا نگلیش واقع شده‌است. نگلیش ۹۲۰ نفر جمعیت دارد.